# Johannes Hinderikus Egenberger

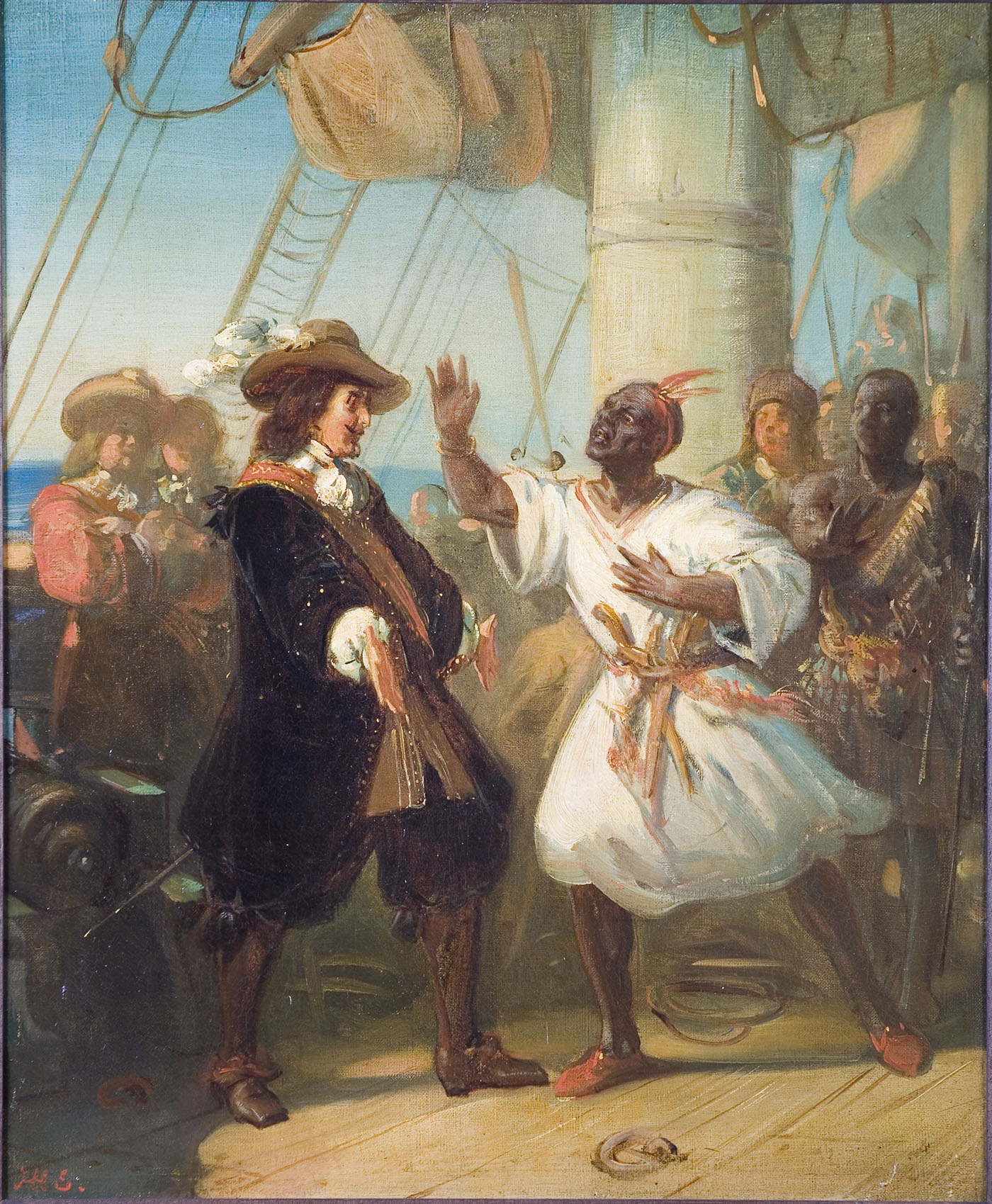
Anno 1664

Johannes Hinderikus Egenberger (* 22. April 1822 in Arnheim; † 14. Mai 1897 in Utrecht) war ein niederländischer Porträt-, Historien-, Bildhauer und Genremaler sowie Fotograf.   
Johannes Hinderikus Egenberger war Schüler seines Onkels Louis Henri de Fontenay und von 1840 bis 1848 Student an der Koninklijke Akademie van Beeldende Kunsten (Amsterdam) bei Johan Willem Pieneman. 
Egenberger arbeitete mehrmals mit Barend Wijnveld. Er arbeitete ab 1857 in Groningen und war dort auch Direktor der „Academie Minerva“. Hat historische Szenen, Genreszenen und Porträts gemalt. 1864 öffnete er sein eigenes Fotoatelier in Groningen.
Zu seinen Schülern gehörten u. a. Bunna Alberda van Ekenstein, Martinus van Andringa, Adolph Artz, Franciscus Hermanus Bach, Otto Eerelman, Johannes Graadt van Roggen, Gerrit van Houten, Johann Mammen, Hendrik Willem Mesdag, Taco Mesdag, Tjerk Reijenga, Jan Visser jr. und Willem de Zwart.
Von 1878 bis 1888 nahm er an Ausstellungen in Amsterdam und Den Haag teil. 